# NGC 6432
NGC 6432 est un groupe de quatre étoiles située dans la constellation du Sagittaire. L'astronome britannique John Herschel a enregistré la position de ce paire le 2 mai 1887 